# 시모키타역
시모키타역(일본어: 下北駅)은 일본 아오모리현 무쓰시에 위치한 동일본 여객철도 오미나토 선의 철도역으로 혼슈에서 제일 북쪽에 위치한 역이다. 단선 승강장 1면 1선의 구조를 갖춘 지상역이다.

## 이용 현황
| 승차 인원 추이 | 승차 인원 추이 |
| 연도           | 1일 평균       |
| -------------- | -------------- |
| 2000           | 246            |
| 2001           | 228            |
| 2002           | 251            |
| 2003           | 235            |
| 2004           | 213            |
| 2005           | 194            |
| 2006           | 199            |
| 2007           | 196            |
| 2008           | 188            |
| 2009           | 197            |
| 2010           | 198            |
| 2011           | 175            |
| 2012           | 187            |
| 2013           | 191            |
| 2014           | 193            |
| 2015           | 194            |

## 역 주변
- 닛폰 통운 무쓰 영업소
- 플라자 호텔 무쓰

## 역사
- 1939년 12월 6일 : 오하타 선 개업에 맞춰 개설 (일반역).
- 1983년 12월 1일 : 화물 취급 폐지.
- 1985년 7월 1일 : 오하타 선이 시모키타 교통으로 전환. 국철 시모키타 역 업무를 시모키타 교통에 위탁.
- 1987년 4월 1일 : 일본국유철도 분할 민영화에 의해, 동일본 여객철도가 승계.
- 1990년경 : JR 동일본 시모키타 역이 직영역으로 재전환. 역사 내에 시모키타 교통 개찰구가 설치됨.
- 2001년 4월 1일 : 시모키타 교통 오하타 선 폐지.
- 2007년 : 시모키타 역 앞 광장 정비 사업 개시.
- 2009년 1월 23일 : 신 역사 공용 개시.
- 2011년 10월 1일 : 역 렌터카 영업 개시. 옆의 오미나토 역으로부터의 이전.
- 2013년 3월 16일 : 직영역에서 업무위탁역으로 전환.

## 인접 역
| 동일본 여객철도 오미나토 선 | 동일본 여객철도 오미나토 선 | 동일본 여객철도 오미나토 선 |
| --------------------------- | --------------------------- | --------------------------- |
| 무쓰요코하마 하치노헤 방면  | □ 쾌속 '시모키타'           | 오미나토 오미나토 방면      |
| 아카가와 노헤지 방면        | ■ 보통                      | 오미나토 오미나토 방면      |